# Turbhorn
Turbhorn är en bergstopp i Schweiz.   Den ligger i distriktet Goms och kantonen Valais, i den södra delen av landet, 90 km sydost om huvudstaden Bern. Toppen på Turbhorn är 3 245 meter över havet, eller 233 meter över den omgivande terrängen. Bredden vid basen är 3,2 km.
Terrängen runt Turbhorn är huvudsakligen bergig, men åt sydost är den kuperad. Runt Turbhorn är det mycket glesbefolkat, med 7 invånare per kvadratkilometer.. Närmaste större samhälle är Fiesch, 11,1 km väster om Turbhorn. 
Trakten runt Turbhorn består i huvudsak av gräsmarker.